# Čekovnik
Čekovnik (in italiano tra le due guerre Ceconico in epoca asburgica in tedesco Tschekaunik) è un insediamento (naselje) del comune di Idria in Slovenia.

## Geografia fisica
La località è situata nell'alta valle del fiume Idria a 647,4 metri s.l.m. Le alture principali sono:
Mohoričev vrh, 975 m; Blaškova planina, 915 m; Hleviška planina, 908 m; Čekovnik, 763 m; Žontov Jalovec, 743 m.

## Storia
Dopo la caduta dell'Impero romano d'Occidente e la parentesi del regno ostrogoto l'attuale territorio di Ceconico entrò nei domini del popolo longobardo al cui seguito vi erano popolazioni slave.
Nel 781, in seguito alla caduta del regno longobardo e alla sua inclusione nei domini di Carlo Magno, entrò nel regno d'Italia affidato da Carlo al figlio Pipino; nell'803 venne istituita la Marchia Austriae et Italiae che comprendeva il Friuli, la Carinzia, la Carniola e l'Istria. Alla morte di Pipino nell'810, il territorio passò in mano al figlio Bernardo.
Con la morte di Carlo Magno, nell'814, la carica imperiale passò a Ludovico I che affidò il regno d'Italia al suo primogenito Lotario, il quale già nell'828 (dopo avere deposto Baldrico per non avere saputo difendere le frontiere orientali dagli Slavi) divise la parte orientale del regno, ossia la Marca Orientale (o del Friuli), in quattro contee: Verona, Friuli, Carniola e Istria (comprendente il Carso e parte della Carniola interna).
In seguito al trattato di Verdun, nell'843, il territorio di Ceconico entrò a fare parte del regno dei Franchi Orientali in mano a Ludovico II.

Nell'887 Arnolfo, re dei Franchi orientali, istituì la marca di Carniola; nel 957 la Carniola passò sotto l'autorità del duca di Baviera e poi nel 976 nel ducato di Carinzia appena costituito dall'imperatore Ottone II.

In seguito il ducato di Carinzia passò, come ricompensa per i servigi resi all'imperatore Rodolfo I contro Ottocaro II di Boemia, a Mainardo II di Tirolo-Gorizia, ma nel 1335 alla morte del figlio di quest'ultimo, Enrico di Carinzia e Tirolo, la regione venne affidata da Ludovico il Bavaro alla casa d'Asburgo.
Dal 1512 fece parte del Circolo austriaco del Sacro Romano Impero, e in particolare della Carniola interna.
Con il trattato di Schönbrunn (1809) entrò a fare parte delle Province Illiriche.
Con il congresso di Vienna nel 1815 Čekovnik tornò in mano asburgica nel Ducato di Carniola (parte sino al 1849 del Regno d'Illiria) come comune autonomo. Esso comprendeva anche il territorio dell'attuale insediamento di Idrijska Bela e parte dell'attuale territorio dell'insediamento di Idria. A livello amministrativo faceva parte del distretto giudiziario di Idria e del distretto politico di Longatico (Logatec, Loitsch). La località in questo periodo era nota anche con i toponimi tedeschi di Tschekaunig o Tschekaunik.
Nel 1920, a seguito della prima guerra mondiale e del Trattato di Rapallo, la località passò, come tutta la Venezia Giulia, al Regno d'Italia. Il toponimo venne italianizzato dapprima in Ciconico e poi in Ceconico, mentre il comune venne inserito nel circondario di Tolmino della provincia del Friuli (successivamente passò al circondario di Idria). La circoscrizione territoriale del comune rimase la medesima che in epoca asburgica. Nel 1927 il comune di Ceconico passò alla nuova provincia di Gorizia, mentre l'anno successivo venne soppresso e aggregato al comune di Idria.
Dopo l'8 settembre 1943 la località, come il resto della Venezia Giulia, fu occupata dalle truppe tedesche e inserita nella Zona d'operazioni del Litorale adriatico (OZAK) fino al 1945. Dopo la seconda guerra mondiale il territorio passò alla Jugoslavia, venendo inglobato dapprima nella zona B a est della Linea Morgan e venendo formalmente in seguito ai Trattati di Parigi del 1947. Dal 1991 Čekovnik fa parte della Slovenia.

## Geografia antropica
L'insediamento di Čekovnik comprende anche i piccoli agglomerati di Blašk, Brinovec, Hleviše, Kočevše, Mohorič, Nikova, Osojni Vrh, Pri Čarja, Podobenček, Rižnikar, Šinkovec, Tratnik e Zagrebenc.